# (523643) 2010 TY53
2010 TY53, também escrito como 2010 TY53, é um objeto transnetuniano que é classificado como um centauro em uma definição alargada de "centauro". O mesmo possui uma magnitude absoluta de 5,4 e tem um diâmetro assumido de cerca de 366 km, o que faz dele num candidato com possível chance de aumentar a lista oficial de planetas anões.

## Descoberta
2010 TY53 foi descoberto no dia 8 de outubro de 2010 pelos astrônomos D. L. Rabinowitz, M. Schwamb, e S. Tourtellotte.

## Órbita
A órbita de 2010 TY53 tem uma excentricidade de 0,461 e possui um semieixo maior de 39,029 UA. O seu periélio leva o mesmo a uma distância de 21,028 UA em relação ao Sol e seu afélio a 57,031 UA.